# Elezioni parlamentari in Grecia del 1974
Le elezioni parlamentari in Grecia del 1974 si tennero il 17 novembre per eleggere i 300 membri del Parlamento ellenico. Esse videro la vittoria del partito conservatore Nuova Democrazia (ND) di Kōnstantinos Karamanlīs, che fu confermato Primo ministro.
Si trattò delle prime elezioni democratiche dalla fine della dittatura militare, iniziata nell'aprile 1967 e conclusasi nel luglio 1974; le consultazioni segnarono inoltre un punto di svolta sia per l'ampia partecipazione politica degli elettori che per l'utilizzo di nuovi media come la televisione per divulgare le propagande dei partiti. Si tennero venti giorni prima del referendum istituzionale dell'8 dicembre 1974 e videro tutti i principali partiti dell'arco costituzionale schierarsi per la Repubblica, eccetto l'Unione Democratica Nazionale.

## Risultati
| Nuova Democrazia                                           | 2 669 133 | 54,37  | 220 |  |  |  |
| Unione di Centro - Nuove Forze                             | 1 002 559 | 20,42  | 60  |  |  |  |
| Movimento Socialista Panellenico                           | 666 413   | 13,58  | 12  |  |  |  |
| Sinistra Unita (KKE - KKE-E - EDA)                         | 464 787   | 9,47   | 8   |  |  |  |
| Unione Democratica Nazionale                               | 52 768    | 1,07   | –   |  |  |  |
| Unione Democratica di Centro                               | 8 509     | 0,17   | –   |  |  |  |
| Movimento Comunista Rivoluzionario di Grecia               | 1 539     | 0,03   | –   |  |  |  |
| Unione Democratica Liberale - Partito Socialista di Grecia | 975       | 0,02   | –   |  |  |  |
| Indipendenti                                               | 42 291    | 0,86   | –   |  |  |  |
| Totale                                                     | 4 908 974 | 100    | 300 |  |  |  |
|                                                            |           |        |     |  |  |  |
| Voti non validi                                            | 54 584    | 1,10   |     |  |  |  |
| Votanti                                                    | 4 963 558 | 101,11 |     |  |  |  |
| Elettori                                                   | 4 908 974 |        |     |  |  |  |